# 八幡市立八幡第二小学校
八幡市立八幡第二小学校（やわたしりつ やわただいにしょうがっこう）は、京都府八幡市男山金振にあった公立小学校。

## 概要
1970年代はじめの男山団地開発に伴う人口増加に伴い新設され、更なる児童増加により1977年には八幡市立八幡第四小学校が本校より分離・新設された。地域では40年近くにわたって「二小」(にしょう)と親しまれてきた。しかし、近年の少子高齢化の影響により、2010年に八幡第四小学校と再度統合され、廃校となった。統合における新設校は八幡市立くすのき小学校と名付けられ、旧八幡第二小学校の校地に新設された。

## 沿革
- 1972年（昭和47年）4月1日 - 八幡町立八幡第二小学校開校
- 1977年（昭和52年）
  - 4月1日 - 八幡町立八幡第四小学校を分離・新設
  - 11月1日 - 綴喜郡八幡町の市制施行に伴い八幡市立八幡第二小学校となる
- 1993年（平成5年） - 八幡市立教育研究所開設
- 1996年（平成8年） - 「ことばの教室」開設
- 1998年（平成10年） - コンピューター教室設置
- 2000年（平成12年） - 給食の自校炊飯開始[1]
- 2006年（平成18年）2月1日 - 玄関をオートロック化[2]
- 2010年（平成22年）
  - 3月 - 耐震補強・老朽改修工事完了
  - 3月31日 - 閉校し、八幡市立くすのき小学校へ統合（名称変更）

## 統合に関する名称決定
統合における新設校の名称については、市民や児童から募集し「くすのき小学校」「男山くすのき小学校」「わかたけ小学校」の3案に絞られた。2009年5月11日の教育委員会にて、3案から「くすのき小学校」に決定し、2009年6月26日の市議会本会議において可決された。

## 周辺施設
- 八幡市立八幡第二幼稚園(併設)
- くすのき近隣公園
- 山鳩保育園

## 交通アクセス
- 鉄道利用
  - 京阪樟葉駅下車
- バス利用
  - 京阪バス「八幡第二小学校」下車（名称は学校があった当時。閉校後に「くすのき小学校」に改称）